# Билясуварский район
Билясува́рский райо́н (азерб. Biləsuvar rayonu) — район на юго-востоке Азербайджана. Административный центр — город Билясувар.

## Этимология
Впервые упоминается как Пилесувар в XIII веке. Происходит от основы сувар (древнетюркское объединение) и персидского «пиле» (выгоревшая степь). В итоге — «степь суваров».
Данная версия подтверждается тем, что согласно древним источникам, сасанидским шахом Хосровом I Ануширваном на Кура-Араксинской низменности было размещено 10 тысяч сувар.

## История
Билясуварский район образован 8 августа 1930 года.
Решением АзЦИК от 19 июля 1938 года районный центр, село Белясувар было переименовано в Пушкин, район был переименован в Пушкинский.
4 января 1963 года район упразднён. Территория района была передана Астрахан-Базарскому району. 26 мая 1964 года восстановлен.
Указом Верховного Совета Азербайджанской Республики от 7 февраля 1991 года район был переименован в Билясуварский.
Расстояние до Баку — 182 км.

## География
Район граничит на севере с Имишлинским, Саатлинским и Сабирабадским, на востоке с Сальянским, на юго-востоке с Нефтечалинским, на юге с Джалилабадским районами, на западе — с Исламской Республикой Иран.
Рельеф района низменный, наклонный по направлению на восток. Большая часть территории расположена ниже уровня моря. Низменность состоит из антропогенных отложений.
На территории Билясуварского района распространены каштановые, светло-каштановые, сероземно-луговые, аллювиально-луговые и засоленные почвы. Растения преимущественно пустынного и полупустынного типа.
На 1983 год в районе имелось 542 гектара лесов.
Из животных на территории района обитают горные козлы (туры), олени, косули, бурые медведи, серны, кабаны, каменные и лесные куницы, сони-полчки, джейраны, переднеазиатские и краснохвостые песчанки.
Климат умеренный жаркий, сухой степной. Лето засушливое. Средняя температура в январе +2,4°С, в июле +26°С. Среднегодовой уровень осадков — 260 мм. Через район протекают канал имени Азизбекова, коллектор имени Азизбекова и Главный Миль-Муганский коллектор. На реке Болгарчай создано водохранилище для предотвращения от высыхания.

## Население
| Численность населения |         |         |         |         |         |         |
| 1939                  | 1959    | 1970    | 1979    | 1983    | 1989    | 1991    |
| --------------------- | ------- | ------- | ------- | ------- | ------- | ------- |
| 18 065                | ↗23 182 | ↗37 681 | ↗48 962 | ↗54 500 | ↗61 228 | ↗63 200 |

| Численность населения | Численность населения | Численность населения | Численность населения |
| 1999                  | 2009                  | 2013                  | 2014                  |
| --------------------- | --------------------- | --------------------- | --------------------- |
| 74 906                | ↗87 508               | ↗94 000               | ↗95 600               |

| Численность населения | Численность населения | Численность населения | Численность населения | Численность населения | Численность населения | Численность населения |
| 2015                  | 2017                  | 2018                  | 2019                  | 2020                  | 2021                  | 2023                  |
| --------------------- | --------------------- | --------------------- | --------------------- | --------------------- | --------------------- | --------------------- |
| 99 200                | 100 900               | 103 800               | 102 300               | 103 400               | 104 300               | 105 527               |

В 1983 году плотность населения составляла 38,3 человек на км². В 2013 году эта цифра составила 63,3 человек на км². На 2013 год 77 % населения проживало в сёлах.
На 1 января 2023 года население составляет 105 527 чел. Из них 52 976 мужчин (50,2 %), 52 551 женщин (49,8 %). 23 555 чел. проживает в городе (22,32 %), 81 972 чел. — в селе (77,68 %).
Плотность населения — 78 чел. на 1 м2.

## Административное устройство
В районе действует 26 муниципалитетов.
1. Билясуварский городской муниципалитет
2. Хырмандалский городской муниципалитет
3. Байдилийский муниципалитет
4. Багбанларский муниципалитет
5. Алибадский муниципалитет
6. Захматабадский муниципалитет
7. Аранлыкский муниципалитет
8. Чинарликский муниципалитет
9. Исметлийский муниципалитет
10. Фиолетовский муниципалитет
11. Агайрыкский муниципалитет
12. Кировский муниципалитет
13. Насимикендский муниципалитет
14. Нариманкендский муниципалитет
15. Самедабадский муниципалитет
16. Аразбарыкский муниципалитет
17. Ашагы Гюрелийский муниципалитет
18. Муганкендский муниципалитет
19. Юхары Агалыйский муниципалитет
20. Аскеробадский муниципалитет
21. Тазакендский муниципалитет
22. Дервишликский муниципалитет
23. Овчударакский муниципалитет
24. Юхары Джурелийский муниципалитет
25. Агалыкендский муниципалитет
26. Аманкендский муниципалитет

## Экономика

### Период Азербайджанской ССР
В период Азербайджанской ССР в районе было развито преимущественно сельское хозяйство. Были увеличены обороты выращивания зерновых, хлопководства и животноводства. В 1982 году в районе работали 9 колхозов и 4 совхоза. На 1982 год в районе количество пригодных земель составляло 86,4 тысяч гектар. Из них 43,6 тысячи гектар пахотных земель, 1,1 тысяча гектар земель, выделенных под многолетние растения, 3,3 тысячи гектар рекреационных земель, 900 гектар, выделенных под сенокос, 37,5 тысяч гектар пастбищ.
Из 43,6 тысяч гектар 40 % выделено под зерновые и зернобобовые культуры, 36 % под технические культуры, 7 % под овощи и картофель, 17 % под кормовые культуры. Выращивались виноград и фрукты. В колхозах и совхозах содержалось 26,5 тысяч голов крупного рогатого скота, 83 тысячи голов мелкого. В 1982 году хозяйствами района получено 38,3 тысячи тонн хлопка.
В районе находился хлебокомбинат, районный отдел треста «Азсельхозтехника».

### Современный период
С 1991 по 2021 год район входил в состав Аранского экономического района. С 7 июля 2021 года входит в состав Ширван-Сальянского экономического района.
Является преимущественно сельскохозяйственным. Развито животноводство, хлопководство, выращивание зерна.
Из сельскохозяйственных предприятий действуют АООТ «Biləsuvar-Pambıq», ОАО «Biləsuvar-Quşçuluq», Билясуварское государственное племенное хозяйство имени Сабира. Действует ООО «AVA mebel şirkəti» по производству мебели, молокозавод ООО «Biləsuvar-Aqro», консервный завод, асфальтобетонный завод «Azəryoltikinti», хлопкоперерабатывающий завод, хлебопекарские цехи.
Действуют 4 строительные компании

#### 2017
В хозяйствах на 2017 год содержалось 41 298 голов крупного, 138 927 голов мелкого рогатого скота, 321 122 единиц птиц.
Количество плодородных земель составляет 113 тысяч гектар. 42,5 тысячи гектар засеяно, 56 тысяч гектар используется в качестве пастбищ, 1,2 тысяча гектар фруктовых садов. В 2017 году в районе произведено 61 846 тонн зерна, 256 тонн бобовых, 24 762 тонны хлопка, 17 958 тонн сахарной свеклы, 1 630 тонн зерен подсолнуха, 6 756 тонн картофеля, 64 837 тонн овощей, 6 743 тонны фруктов и ягод, 233 903 тонны винограда, 1 426 тонн бахчевых культур.

#### Сельское хозяйство
| Год             | 2015   | 2018   | 2019   | 2020   | 2021   | 2022   |
| --------------- | ------ | ------ | ------ | ------ | ------ | ------ |
| Зерно           | 23 808 | 30 882 | 31 811 | 34 448 | 35 632 | 34 328 |
| Из них пшеница  | 8 180  | 15 453 | 13 738 | 15 303 | 13 726 | 9 325  |
| Хлопок          | 3 095  | 12 000 | 10 258 | 10 061 | 8 440  | 7 459  |
| Сахарная свекла | 695    | 686    | 32     | 266    | 469    | 305    |
| Подсолнух       | 756    | 527    | 1 169  | 113    | 74     | 179    |
| Картофель       | 161    | 208    | 132    | 90     | 112    | 129    |
| Овощи           | 2 905  | 1 253  | 1 448  | 1 284  | 1 175  | 1 314  |
| Бахчевые        | 128    | 114    | 107    | 69     | 74     | 75     |
| Сады            | 1 365  | 1 735  | 1 729  | 1 734  | 1 762  | 1 764  |

| Год             | 2015   | 2018   | 2019    | 2020   | 2021    | 2022    |
| --------------- | ------ | ------ | ------- | ------ | ------- | ------- |
| Зерно           | 81 531 | 87 229 | 107 222 | 93 675 | 104 522 | 107 153 |
| Из них пшеница  | 31 290 | 45 328 | 43 932  | 40 039 | 38 384  | 29 512  |
| Хлопок          | 6 362  | 22 732 | 30 707  | 28 333 | 20 904  | 17 833  |
| Сахарная свекла | 44 447 | 23 129 | 496     | 9 366  | 21 026  | 11 559  |
| Подсолнух       | 1 349  | 1 080  | 1 066   | 241    | 159     | 344     |
| Картофель       | 5 825  | 6 994  | 3 245   | 1 332  | 1 655   | 1 904   |
| Овощи           | 95 006 | 55 174 | 56 387  | 55 035 | 42 987  | 59 477  |
| Бахчевые        | 1 676  | 1 525  | 1 411   | 911    | 989     | 1 172   |
| Фрукты, ягоды   | 6 248  | 7 176  | 9 861   | 9 524  | 9 126   | 9 284   |

| Год        | 2015 | 2018  | 2019  | 2020  | 2021  | 2022  |
| ---------- | ---- | ----- | ----- | ----- | ----- | ----- |
| Количество | 487  | 2 480 | 2 532 | 2 868 | 3 033 | 2 940 |

## Инфраструктура
Через район проходит автодорога Баку — Астара.
На 2017 год в районе действовало 16 АТС и 16 почтовых отделений.
12 августа 2025 года в посёлке Гюнеш начато строительство солнечной электростанции мощностью 445 МВт.
| Год                  | 2015    | 2018    | 2019    | 2020    | 2021    | 2022    |
| -------------------- | ------- | ------- | ------- | ------- | ------- | ------- |
| Количество (тыс. м2) | 1 917,5 | 1 954,7 | 1 992,9 | 2 003,9 | 2 039,4 | 2 161,5 |

| Год             | 2015   | 2018   | 2019   | 2020   | 2021   | 2022   |
| --------------- | ------ | ------ | ------ | ------ | ------ | ------ |
| Количество (м2) | 17 893 | 16 772 | 24 883 | 11 015 | 22 880 | 19 434 |

## Культура
С 1931 года издается общественно-политическая газета «Мяхсул» (до 1950 года — «Гырмызы памбыгчы», в 1950—1962 годах — «Ени Муган»). В 1964 году начато вещание местной редакции радио.
На 1 января 2023 года действует 30 библиотек на 331 тыс. книг, 3 музея, 4 парка.

## Образование
В районе на 2007 год действовало 10 дошкольных учреждений, 36 среднеобразовательных школ, 1 профессиональное училище, 2 школы искусств, 20 клубов, картинная галерея, 37 библиотек.
На 1 января 2023 года действует 36 школ,

## Здравоохранение
В Билясуварском районе находятся 9 больниц на 520 коек, 6 врачебных амбулаторий, центр эпидемиологии и гигиены, 11 фельдшерско-акушерских пунктов. На 2011 год в медучреждениях района работало 114 врачей, 15 стоматологов, 209 средних медицинских работников, включая 54 акушера.
На 1 января 2023 года в районе 80 врачей, 322 средних медицинских работника. Действует 1 больница на 153 койки, 18 поликлиник.

## Главы
Первые секретари районного комитета партии:
- Адиль Абилов (1948—?)
- Демир Набиев
- Иса Аллахвердиев
- Матлаб Мамедов (1954—?)
- Шахназар Назаров (1962—1963)
- Наги Ахундов[азерб.] (1965—?)
- Мамед Нагиев[азерб.] (?—1980)
- Рамиз Зейналов (1980—?)
- Хаммамедов, Сабир Ягуб оглы

С 1991:
- Хаммамедов, Сабир Ягуб оглы (? — 18 июля 1992)[17]
- Мехдиев, Юсиф Гаджеиб оглы (18 июля 1992 — 22 августа 1993)[17][18]
- Сефиев, Валех Шюлю оглы (22 августа 1993 — 27 июня 1994)[18][19]
- Али Бабаев[азерб.] (27 июня 1994 — 25 июля 2002)[19][20]
- Мамедов, Алибала Анвар оглы (25 июля 2002 — 26 марта 2004)[21][22]
- Адиль Мамедов (26 марта 2004 — 26 апреля 2011)[23][24]
- Махир Гулиев[азерб.] (26 апреля 2011 — 30 апреля 2020)[25][26]
- Фаиг Гурбатов (с 24 августа 2020)[27]

## Достопримечательности
В селе Нариманкенд расположены развалины населенного пункта Шахрияр-тепе (средние века). Близ села Самедабад расположена крепость Шахрияр (железный век). В селе Аманкенд расположен курган Джейран-тепе (железный век), в селе Тазакенд — курган Коша-тепе (бронзовый век).
В городе Билясувар находятся развалины населенного пункта Ичери-Агдам, крепости Агдам и Шахрияр, относящиеся к средним векам.
После Отечественной войны в 2020 году в селе Тезекенд был установлен комплекс шехидов, где увековечена память 6 шехидов села.